# Healy (Kansas)
Healy es un lugar designado por el censo ubicado en el condado de Lane, en el estado estadounidense de Kansas. En el año 2010 tenía una población de 234 habitantes.

## Geografía
Healy se encuentra ubicado en las coordenadas 38°36′4.84″N 100°37′0.27″O / 38.6013444, -100.6167417 (38.601344° -100.616741°).